# 沈肇年
沈肇年（1879年—1973年），字碧舫，号甓庐，别号甓公，男，湖北天门人，中国政治人物、社会活动家。
毕业于襄阳道师范学校。清末秀才。辛亥革命时，沈肇年加入中国同盟会，任起义门第一警察署书记。1913年，任湖北省财政厅录事、秘书、科长。曾为董必武创办的武昌共进中学提供经费。1926年，任武汉国民政府财政部科长、库藏局代局长。财政部迁往南京后，沈肇年留任财政部武汉分库主任。1932年2月，任湖北省政府委员兼财政厅厅长。1933年2月，沈肇年因对抗蒋介石筹集军费的命令被撤职。此后闲赋，以翰墨为友，从事佛经研究。1944年7月，出任湖北省第二届临时参议会议长。1946年，当选湖北省银行监察、制宪国民大会代表。1948年12月，与李书城、张难先、耿伯钊、贺衡夫等组织湖北人民和平促进会。次年春，参加武汉市临时救济委员会，任财粮委员会主委。为中共地下党领导的汉口商民反迫害、反搬迁、反破坏斗争集资1万银元。
中华人民共和国建立，沈肇年历任武昌区各界人民代表会议代表、政协委员，武汉佛教联合会委员，中南及湖北省财经委员会委员，湖北省人民政府委员兼省文物整理保管委员会主任，湖北省人民政府文史研究馆馆长。是中国国民党革命委员会中央委员、湖北省委员。第二、三、四届全国政协委员。
晚年沈肇年致力于湖北的地方志出版事业，主持出版了咸宁、孝感、广济、应城、浠水、黄梅、汉川等七县简志。同时，主编《湖北省自然灾害历史资料》，整理《湖北文征》，著有《石鼓文诠补》。